# Інцидент з китайською повітряною кулею (2023)

Порівняння розмірів аеростату, Статуї свободи та літака F-22

Інцидент із повітряною кулею КНР 2023 року — це тривала дипломатична суперечка, спричинена розвідувальною повітряною кулею (стратостатом) КНР, яка ввійшла в повітряний простір США та Канади. 2 лютого 2023 року офіційні особи з питань оборони США заявили про виявлення повітряної кулі спостереження над штатом Монтана. Канада повідомила, що NORAD також стежив за повітряною кулею.
Президент США Джо Байден відклав заплановану поїздку держсекретаря США Ентоні Блінкена до КНР.
4 лютого повітряна куля була збита над Атлантичним океаном.

## Місце перебування та походження
Повітряна куля летіла в стратосфері, де вона не становила ризику для літаків через висоту польоту; повітряні кулі зазвичай діють на висоті 24—37 км, що перевищує звичайну максимальну висоту авіалайнерів у 12 км. Її відстежили над Монтаною на початку лютого після прольоту над Алеутськими островами та Канадою.
Для відстеження ймовірного пройденого курсу повітряної кулі була використана система моделювання атмосфери HYSPLIT. Ймовірний маршрут пролягає через Алеутські острови, північну частину Тихого океану, Японію та центральний Китай. За словами Джеймса Флейтена, дослідника з Університету Міннесоти, повітряна куля може рухатися непередбачувано, і цілком можливо, що повітряна куля знаходиться не там, де вона мала бути.

## Призначення
Це повітряна куля спостереження розміром приблизно з три автобуси з технологічним відсіком. Куля не збирала жодних розвідданих, які не могли б бути зібрані супутниками. Вторгнення повітряних куль над континентальною частиною Сполучених Штатів раніше спостерігав Пентагон.

## Реакція
Представники американського міністерства оборони розглядали можливість збити повітряну кулю, але вирішили цього не робити через ризик поранити уламками цивільних осіб на землі. Було скликано зустріч між міністром оборони Ллойдом Остіном, головою Об'єднаного комітету начальників штабів генералом Марком Міллі, командувачем NORTHCOM / NORAD генералом Гленом Д. ВанГерком та іншими військовими командувачами. Президент Джо Байден отримав від офіційних осіб «наполегливу рекомендацію» не збивати її. Повітряну кулю спостерігали пілотовані літаки, надіслані NORAD, включаючи літак раннього попередження Boeing E-3 Sentry (широко відомий як AWACS) і літак F-22 Raptor з авіабази Нелліс та U-2 «Дрегон леді». У відповідь президент США Джо Байден відклав заплановану дипломатичну поїздку держсекретаря Ентоні Блінкена до Китаю.
Канадські офіційні особи викликали посла Китаю в Канаді в Оттаві, тоді як Міністерство національної оборони оголосило, що вони стежать за ситуацією разом зі Сполученими Штатами через NORAD. У заяві збройних сил Канади наголошується, що загрози канадцям немає.
Представник міністерства закордонних справ Китаю заявив, що повітряна куля була «цивільним аеростатом, використовуваним для дослідницьких, головним чином, метеорологічних цілей. Під впливом західних вітрів і з обмеженими можливостями самостійного керування аеростат сильно відхилився від запланованого курсу». Державний департамент США відхилив цю претензію. Китайська державна газета China Daily зазначила:
Щоб шпигувати за США за допомогою повітряної кулі, потрібно одночасно відстати для використання технології 1940-х років і бути достатньо розвиненим, щоб контролювати політ через океан.
4 лютого 2023 року аеростат був збитий над акваторією Атлантичного океану на відстані приблизно 12 миль від берегів Південної Кароліни літаком F-22 (у супроводі літаків F-16 і літака далекої радіорозвідки) ракетою повітря-повітря AIM-9X Sidewinder. Пошуки частин аеростата, що впали в океан, ведуться з кораблів ВМФ США.